# 레드 소냐
레드 소냐(Red Sonja)는 1985년 개봉된 영화이다. 이 영화를 촬영하면서 만난 브리짓 닐센과 아널드 슈워제네거는 연인이 되었으나 아널드 슈워제네거가 정계 진출을 노리고 있었던 탓에 결별했고 아널드 슈워제네거는 존 F. 케네디의 조카인 마리아 슈라이버와 결혼했다.

## 출연

### 주연
- 아놀드 슈왈제네거

### 조연
- 브리짓 닐슨

## 기타
- 원조: 로버트 E. 하워드